# Borg
Borg je priimek več znanih oseb:
- Alex Borg (*1969), malteški igralec snookerja
- Anders Borg (*1968), švedski politik
- Arne Borg (1901—1987), švedski plavalec
- Björn Borg (*1956), švedski teniški igralec
- Carl Oscar Borg (1879—1947), švedsko-ameriški slikar
- Joseph Borg (*1952), malteški politik in diplomat
- Göran Borg (1913—1997), švedski matematik
- Kim Borg (1919—2009), finski operni pevec
- Robert Borg (1913—2005), ameriški častnik
- Veda Ann Borg (1915—1973), ameriška igralka